# Carlo Parola
Carlo Parola (né le 20 septembre 1921 à Turin dans le Piémont et mort le 22 mars 2000 dans la même ville) est un footballeur professionnel italien, devenu entraîneur à l'issue de sa carrière de joueur.
Il est resté célèbre pour avoir passé l'essentiel de sa carrière avec le club de la Juventus Football Club, équipe où il est considéré comme une des légendes du club.

## Biographie

### Carrière de joueur

#### Carrière en club
En tant que joueur, Carlo Parola dit Carletto ou encore Nuccio Gauloises, joua quinze saisons à la Juventus, où Emilio de la Forest de Divonne, président du club turinois de 1936 à 1941, le fit venir en 1939. 
Durant sa jeunesse, il s'intéresse tout d'abord brièvement au cyclisme avant de se lancer dans le football. Il entre alors au centre de formation du grand club de sa ville, la Juventus.
Il fait ses grands débuts professionnels avec la Vieille Dame le 3 décembre 1939 lors d'une victoire à domicile 1-0 sur Novare en Serie A. Son premier but, lui, arrive le 28 avril 1940 en coupe lors d'un succès 3-0 contre Brescia.
Il s'impose dès ses débuts au poste de stoppeur (ou libéro), gagnant véritablement sa place de titulaire dans la défense centrale à partir de 1942, année où il remporte son premier trophée, la Coppa Italia de 1941-42, sans ensuite toutefois parvenir à remporter un scudetto (il termine deux fois vice-champion lors des saisons 1945-46 et 1946-47).

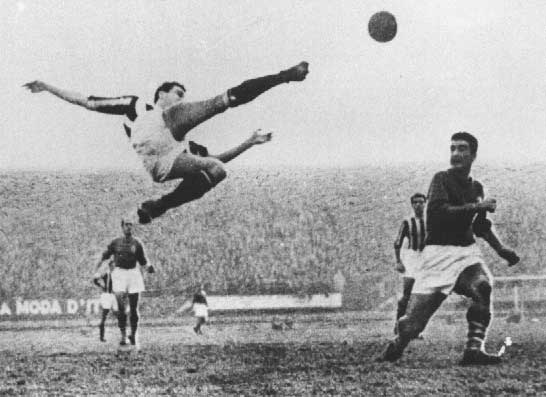
Le rovesciata de Parola (1950)

Carlo Parola est connu en Italie puisqu'il fut le premier à utiliser la bicyclette. Il entre dans la légende du football le 15 janvier 1950 lors d'un match contre la Fiorentina (score final 0-0), match au cours duquel il réalisa à la 80e minute sa bicyclette la plus célèbre, acclamée par les journalistes et immortalisée en photo (prise par Corrado Banchi). La rovesciata di Parola (bicyclette de Parola) fut publiée à plus de 200 millions d'exemplaires, figurant sur la couverture de l'album footballistique de photos autocollantes Panini pour la saison 1996-1997 en Italie.

Cela lui vaudra comme surnom « "Signor Rovesciata" » (M. Bicyclette en italien), pour son extraordinaire habilité à réaliser ce geste technique parfaitement exécuté et à l'époque rarement utilisé.
Son premier titre de champion d'Italie arrive enfin lors de la saison 1949-50, suivit d'un autre en 1951-52.
Au total, il a inscrit durant sa carrière en bianconero 9 buts en 271 matchs de Serie A.
En 1954, il rejoint le club de la Lazio, équipe avec qui il prend sa retraite de joueur (après avoir disputé sept matchs), avant de devenir dirigeant pour un temps, occupant le poste de directeur sportif.
En toute fin de carrière, il connut une destination exotique, l'Argentine avec Club Ferrocarril Midland (en).

#### Carrière en sélection
En tant que défenseur, Carlo Parola fut international italien à 10 reprises (1945-1950) pour aucun but marqué.
Il fut le seul joueur italien qui, à Glasgow, le 10 mai 1946, prit part à la rencontre amicale entre la Grande-Bretagne et le reste de l'Europe, organisée par la FIFA. Malgré une pesante défaite (1-6), la bonne prestation de Parola impressionna les britanniques qui tentèrent alors de l'engager.
Il participa à la Coupe du monde de football 1950, au Brésil. Il fut titulaire contre la Suède et ne joua pas contre le Paraguay. Il n'inscrivit pas de but et de plus, l'Italie fut éliminée au premier tour.

### Carrière d'entraîneur
En tant qu'entraîneur, il entraîna différents clubs italiens (Ancône Calcio, Juventus, AS Livourne Calcio et Novara Calcio), et remporta une Serie C en 1970 et une Serie A en 1975. 
Il fut également observateur pendant quelque temps pour le club bianconero.
Après une première expérience avec le club de l'Anconitana, il rejoint son club de cœur, la Juve, en 1961. Sa première expérience chez les bianconeri ne se termine pas de la meilleure des manières avec une décevante 12e place au classement (le pire résultat de l'histoire du club en Serie A). Le club, orphelin de John Charles parti l'année précédente, paya les frais des mauvaises relations entre Parola et l'attaquant vedette Omar Sívori. Parola fut donc sacrifié et quitta le club.
En 1963 après une pause d'un an, il prend les commandes du club de Livourne, avant de s'engager avec Novare en division inférieure (il lança dans le bain des joueurs comme Felice Pulici et Renato Zaccarelli).
En 1974, il retourne à la Juventus, appelé par son ami, ex-coéquipier et président du club Giampiero Boniperti. Il prend la place de Čestmír Vycpálek et remporte enfin le scudetto. Il reste alors une saison de plus, commençant en tête du championnat avant de terminer second (avec quelques frictions entre lui et Claudio Gentile, ajouté à cela l'équipe étant en proie aux rivalités de vestiaire, surtout entre le groupe d'Anastasi et Capello et celui de Furino et Bettega que Parola n'arriva pas à réconcilier). Ce titre de vice-champion (concédé au Torino, leur premier titre depuis le drame de Superga) força Boniperti à changer d'entraîneur à la fin de la saison, le remplaçant par Giovanni Trapattoni. Au total, il a dirigé 210 matchs sur le banc de la Juve, dont 121 victoires.
Turinois pur jus, il meurt dans sa ville de toujours en 2000 à l'âge de 78 ans après une longue maladie.

## Clubs
| - 1939-1954 : Juventus FC - 1954-1955 : Lazio Rome - 1955-1957 : Club Ferrocarril Midland (en) |  | - 1956-1958 : US Anconitana - 1961-1962 : Juventus FC - 1964-1965 : US Livourne - 1969-1974 : AC Novare - 1974-1976 : Juventus FC |

## Statistiques
| Club                  | Saison      | Championnat | Championnat | Championnat | Coupe  | Coupe | Total  | Total |
| Club                  | Saison      | Comp.       | Matchs      | Buts        | Matchs | Buts  | Matchs | Buts  |
| --------------------- | ----------- | ----------- | ----------- | ----------- | ------ | ----- | ------ | ----- |
| Juventus FC ( Italie) | 1939-1940   | A           | 4           | 0           | 1      | 1     | 5      | 1     |
| Juventus FC ( Italie) | 1940-1941   | A           | 10          | 1           | -      | -     | 10     | 1     |
| Juventus FC ( Italie) | 1941-1942   | A           | 13          | 2           | 3      | 0     | 16     | 2     |
| Juventus FC ( Italie) | 1942-1943   | A           | 27          | 0           | 2      | 0     | 29     | 0     |
| Juventus FC ( Italie) | 1944        | CG          | 23          | 0           | -      | -     | 23     | 0     |
| Juventus FC ( Italie) | 1945-1946   | DN          | 39          | 1           | -      | -     | 39     | 1     |
| Juventus FC ( Italie) | 1946-1947   | A           | 35          | 0           | -      | -     | 35     | 0     |
| Juventus FC ( Italie) | 1947-1948   | A           | 34          | 1           | -      | -     | 34     | 1     |
| Juventus FC ( Italie) | 1948-1949   | A           | 25          | 1           | -      | -     | 25     | 1     |
| Juventus FC ( Italie) | 1949-1950   | A           | 35          | 2           | -      | -     | 35     | 2     |
| Juventus FC ( Italie) | 1950-1951   | A           | 35          | 1           | -      | -     | 35     | 1     |
| Juventus FC ( Italie) | 1951-1952   | A           | 15          | 1           | -      | -     | 15     | 1     |
| Juventus FC ( Italie) | 1952-1953   | A           | 25          | 0           | -      | -     | 25     | 0     |
| Juventus FC ( Italie) | 1953-1954   | A           | 13          | 0           | -      | -     | 13     | 0     |
|                       | Total Juve  |             | 333         | 10          | 6      | 1     | 339    | 11    |
| Lazio Rome ( Italie)  | 1954-1955   | A           | 7           | 0           | -      | -     | 7      | 0     |
|                       | Total Lazio |             | 7           | 0           | -      | -     | 7      | 0     |
| Total carrière        |             |             | 340         | 10          | 6      | 1     | 346    | 11    |

## Palmarès

### En tant que joueur
Juventus
- Championnat d'Italie (2) :
  - Champion : 1949-50 et 1951-52.
  - Vice-champion : 1945-46, 1946-47 et 1952-53 et 1953-54.

- Coupe d'Italie (1) :
  - Vainqueur : 1941-42.

### En tant qu'entraîneur
| Novare - Serie C (1) : - Champion : 1969-70. |  | Juventus - Championnat d'Italie (1) : - Champion : 1974-75. - Vice-champion : 1975-76. |